# Pfarrkirche Kirchberg bei Mattighofen

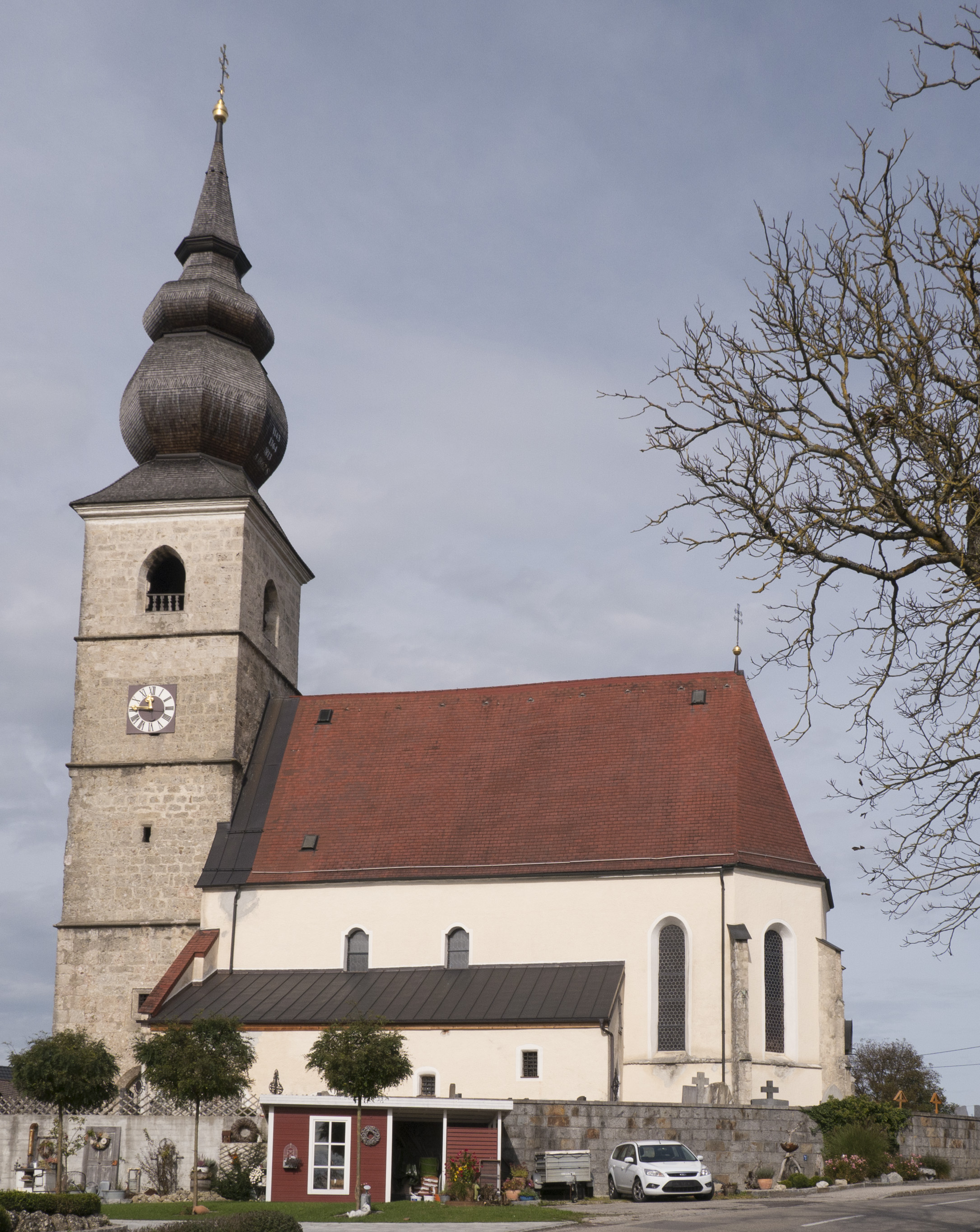
Pfarrkirche hl. Kunigunde in Kirchberg bei Mattighofen

Die Pfarrkirche Kirchberg bei Mattighofen steht im Ort Siegertshaft in der Gemeinde Kirchberg bei Mattighofen in Oberösterreich. Die römisch-katholische Pfarrkirche hl. Kunigunde gehört zum Dekanat Mattighofen in der Diözese Linz. Die Kirche und der Friedhof stehen unter Denkmalschutz.

## Geschichte
Eine Kirche wurde 1143 urkundlich genannt. Die gotische Kirche wurde innen barockisiert.

## Architektur
Das einschiffige dreijochige Langhaus und der gleich breite zweijochige Chor mit einem Dreiachtelschluss. Die gotischen Rippen der Gewölbe wurden abgeschlagen. Die Gewölbe wurden 1740 von Johann Michael Vierthaler reich mit Stuck versehen. Die Gewölbe erhielt 1952 vom Fr. Thaler Fresken. Der Westturm hat in der Turmhalle ein Netzrippengewölbe trägt einen Zwiebelhelm aus 1813. Das Turmportal hat eine Vorhangbogen. Das gotische Südportal hat eine kreuzrippengewölbte Vorhalle. Die Tür des Südportals und die Tür zur Sakristei haben gotische Beschläge.

## Ausstattung
Der Hochaltar von 1660/70 mit Statuen zeigt Bilder vom Maler Franz Streussenberger (1860).
Die Orgel mit zwei Manualen und zehn klingenden Registern wurde 1894 von Albert Mauracher aus Salzburg-Mülln erbaut.